# Skelettboden
Als Skelettboden (Abkürzung: Sk) bezeichnet man Böden, die zu mehr als 75 % aus Komponenten einer Korngröße von größer als 2 mm bestehen.
Meist wird bei der Bodenartbestimmung nur der Feinboden berücksichtigt, bei dem der Äquivalentdurchmesser der Körner unter zwei Millimeter beträgt. Von diesen Bodenarten wird das Bodenskelett (auch Grobboden genannt) unterschieden; das sind alle Mineral- oder Gesteinsbruchstücke mit einem Durchmesser von über zwei Millimetern. Besteht der Boden zu mehr als 75 % aus solchen groben Körnern, dann spricht man von einem Skelettboden. Sind weniger als 75 % Bodenskelett vorhanden, so wird dessen Anteil am Gesamtboden lediglich als Zusatzinformation angegeben.
Runde Gesteinskörnungen im Bereich von 2 bis 63 mm werden als Kies und im Bereich von 63 bis 200 mm als Geröll bezeichnet.
Kantige Körnungen heißen Splitt (2–32 mm), Schotter (32–64 mm) und Schutt (≥ 64 mm).
Skelettböden kommen oft in trockenen (ariden) Regionen sowie im Hochgebirge vor, da Verwitterung dort hauptsächlich aufgrund physikalischer Prozesse stattfindet. Wegen des fehlenden Wassers findet kaum chemische Verwitterung statt und die Bodenbildung ist stark eingeschränkt.
Skelettboden war auch eine früher übliche Bezeichnung für Bodentyp Syrosem.